# Copa América 1959 (Ekwador)
Copa América 1959 (turniej w Ekwadorze) – dwudzieste siódme mistrzostwa kontynentu południowoamerykańskiego, odbyły się w dniach 5 – 25 grudnia 1959 roku po raz drugi w Ekwadorze (był to nieoficjalny turniej rozgrywany poza oficjalną kolejnością). Boliwia, Chile, Kolumbia i Peru zrezygnowały z udziału w turnieju, więc na turnieju grało pięć zespołów. Reprezentacja Brazylii złożona była z zawodników ze stanu Pernambuco. Grano systemem każdy, z każdym, a o zwycięstwie w turnieju decydowała końcowa tabela.

## Uczestnicy

### Argentyna
| Zawodnik                   | Klub                      |
| -------------------------- | ------------------------- |
| Norberto Anido             | Racing Club de Avellaneda |
| Carlos Arredondo           | CA Huracán                |
| Raúl Oscar Belén           | Racing Club de Avellaneda |
| Rodolfo Carlos Betinotti   | Atlanta Buenos Aires      |
| Norberto Constante Boggio  | San Lorenzo de Almagro    |
| José Angel Carbone         | CA Independiente          |
| Néstor Martín Errea        | Atlanta Buenos Aires      |
| Héctor Osvaldo Facundo     | San Lorenzo de Almagro    |
| Omar Higinio García        | San Lorenzo de Almagro    |
| Carlos Timoteo Griguol     | Atlanta Buenos Aires      |
| Juan Héctor Guidi          | CA Lanús                  |
| Juan Francisco Lombardo    | Boca Juniors              |
| Eliseo Víctor Mouriño      | Boca Juniors              |
| Juan Carlos Murúa          | Racing Club de Avellaneda |
| Jorge Osvaldo Negri        | Racing Club de Avellaneda |
| Juan José Pizzuti          | Racing Club de Avellaneda |
| Antonio Ubaldo Rattín      | Boca Juniors              |
| Juan José Rodríguez        | Boca Juniors              |
| Miguel Angel Ruiz          | San Lorenzo de Almagro    |
| José Francisco Sanfilippo  | San Lorenzo de Almagro    |
| Héctor Rubén Sosa          | Racing Club de Avellaneda |
| Trener: José Manuel Moreno |                           |

### Brazylia
| Zawodnik                                    | Klub              |
| ------------------------------------------- | ----------------- |
| BIU – Severino Rodrigues da Silva           | Santa Cruz Recife |
| BRIA – Cosme Rodrigues Melo                 | Sport Recife      |
| CLÓVIS Pinheiro Dos Santos                  | Santa Cruz Recife |
| DODÔ                                        | Santa Cruz Recife |
| ÉDSON dos Santos                            | Sport Recife      |
| ELCY Goulart de Freitas                     | Sport Recife      |
| ELÍAS Soares de Oliveira                    | Náutico Recife    |
| FERNANDO – Fernando José Floręncio Salvador | Náutico Recife    |
| GERALDO José da Silva                       | Náutico Recife    |
| GEROLDO Guimarães Ramos                     | Santa Cruz Recife |
| GIVALDO Bezerra Cordeiro                    | Náutico Recife    |
| GOIANO – Clenílton Ataíde Cavalcante        | Santa Cruz Recife |
| MOACIR Barbosa                              | Santa Cruz Recife |
| PAULO Pisaneschi                            | Náutico Recife    |
| SERVÍLIO – José Lucas                       | Santa Cruz Recife |
| TIĀO – Sébastião Pereira dos Santos         | Santa Cruz Recife |
| TRAÇAIA – José Roque Paes                   | Sport Recife      |
| VALTER Serafim                              | Santa Cruz Recife |
| WALDEMAR Chiarelli                          | Náutico Recife    |
| ZÉ MELLO – José Inácio de Mello             | Santa Cruz Recife |
| ZE MARÍA – José Maria de Carvalho Sales     | Sport Recife      |
| ZEQUINHA – José Pereira Mina                | Náutico Recife    |
| Trener: Gentil CARDOSO                      |                   |

### Ekwador
| Zawodnik                   | Klub |
| -------------------------- | ---- |
| Francisco Almeida          | ?    |
| Carlos Altamirano          | ?    |
| Raúl Argüello              | ?    |
| Nelson Aurea               | ?    |
| Cruz Ávila                 | ?    |
| José Vicente Balseca       | ?    |
| Alfredo Bonnard            | ?    |
| Climaco Cañarte            | ?    |
| Jaime Galarza              | ?    |
| Rómulo Gómez               | ?    |
| Honorato Gonzabay          | ?    |
| Ernesto Guerra             | ?    |
| Jorge Izaguirre            | ?    |
| Vicente Lecaro             | ?    |
| Flavio Nall                | ?    |
| Leonardo Palacios          | ?    |
| Carlos Alberto Raffo       | ?    |
| Ruperto Reeves Patterson   | ?    |
| Juan Ruales                | ?    |
| Mario Saeteros             | ?    |
| Alberto Pedro Spencer      | ?    |
| Jaime Ubilla               | ?    |
| Cipriano Yu Lee            | ?    |
| Trener: Juan López Fontana |      |

### Paragwaj
| Zawodnik                 | Klub          |
| ------------------------ | ------------- |
| Samuel Aguilar           | Club Libertad |
| Genaro Benítez           | ?             |
| Pedro Antonio Cabral     | ?             |
| Eligio Echagüe           | Club Olimpia  |
| Rolando Esquivel         | ?             |
| Crescencio Gómez         | ?             |
| Eligio Antonio Insfrán   | Club Guaraní  |
| Agustín Jara             | ?             |
| Claudio Lezcano          | Club Olimpia  |
| Idalino Monges           | ?             |
| Carlos Monín             | ?             |
| Fabián Muñoz             | ?             |
| Gerardo Núñez            | ?             |
| Silvio Parodi            | ?             |
| Víctor Riquelme          | ?             |
| Luis Gonzaga Torres      | ?             |
| Salvador Villalba        | ?             |
| Celso Zaracho            | ?             |
| Eladio Zárate            | ?             |
| Trener: Benjamín Laterza |               |

### Urugwaj
| Zawodnik                    | Klub                      |
| --------------------------- | ------------------------- |
| Eladio Benítez              | Racing Montevideo         |
| Mario Ludovico Bergara      | Racing Montevideo         |
| Carlos Chávez               | Liverpool Montevideo      |
| Julio Dalmao                | CA Cerro                  |
| Walter Davoine              | Rampla Juniors            |
| Luis Dogliotti              | Liverpool Montevideo      |
| Vladas Douksas              | Rampla Juniors            |
| Guillermo Escalada          | Club Nacional de Football |
| Javier Espalter             | Sud América Montevideo    |
| Jorge Gómez                 | Liverpool Montevideo      |
| Rubén Adán González         | Club Nacional de Football |
| Víctor Homero Guaglianone   | Montevideo Wanderers      |
| Victoriano Manghini         | Danubio FC                |
| Mario Omar Méndez           | Sud América Montevideo    |
| Juan Carlos Mesías          | Club Nacional de Football |
| Domingo Salvador Pérez      | Rampla Juniors            |
| William Píriz               | Defensor Sporting         |
| José Francisco Sasía        | Defensor Sporting         |
| Alcides Silveira            | Sud América Montevideo    |
| Roberto Eduardo Sosa        | Club Nacional de Football |
| Horacio Florentín Troche    | Club Nacional de Football |
| Trener: Juan Carlos Corazzo |                           |

## Mecze

### Brazylia–Paragwaj
| BRAZYLIA – PARAGWAJ 3:2 (2:0)                                                                                           |
| --- |
| 5 grudnia 1959, Guayaquil, Estadio Modelo (widzów 35 000)                                                               |
| Sędzia: Carlos Ceballos                                                                                                 |
| BRAZYLIA: Waldemar – Givaldo, Édson – Clóvis, Biu, Zequinha – Traçaia, Zé de Mello (Tiăo), Geraldo, Paulo, Elías        |
| PARAGWAJ: Aguilar – Torres, Monín – Echagüe, Lezcano, Villalba – Benítez (Jara), Insfrán (Núńez), Muńoz, Cabral, Parodi |
| Bramki: 1:0 Paulo 29, 2:0 Paulo 39, 3:0 Paulo 60, 3:1 Parodi 40, 3:2 Parodi 80k                                         |

### Urugwaj–Ekwador
| URUGWAJ – EKWADOR 4:0 (2:0) |
| --- |
| 6 grudnia 1959, Guayaquil, Estadio Modelo (widzów 55 000)                                                                                |
| Sędzia: José Luis Praddaude |
| URUGWAJ: Sosa – Troche, Silveira – Méndez, González, Mesías – Pérez, Bergara (65 Guaglianone), Douksas (80 Benítez), Sasía, Escalada     |
| EKWADOR: Bonnard – Argüello, Gonzabay – Nall (Izaguirre), Galarza (Reeves Patterson), Gómez – Balseca, Palacios, Spencer, Raffo, Almeida |
| Bramki: 1:0 Silveira 1k, 2:0 Escalada 28, 3:0 Bergara 46, 4:0 Pérez 52                                                                   |
| Uwaga: mecz został przerwany w 83 minucie z powodu zamieszek na trybunach                                                                |

### Argentyna–Paragwaj
| ARGENTYNA – PARAGWAJ 4:2 (1:1) |
| --- |
| 9 grudnia 1959, Guayaquil, Estadio Modelo (widzów 15 000)                                                                                 |
| Sędzia: Esteban Marino |
| ARGENTYNA: Errea – Anido, Murúa – Lombardo, Rattín (69 Guidi), Mourińo – Facundo, Ruiz (69 Pizzuti), García (46 Sosa), Sanfilippo, Boggio |
| PARAGWAJ: Riquelme – Gómez, Monín – Monges, Villalba, Lezcano (Zaracho) – Benítez (Jara), Núńez, Cabral, Insfrán (Esquivel), Parodi       |
| Bramki: 1:0 Sanfilippo 8, 1:1 Insfrán 30, 2:1 Sanfilippo 57, 3:1 Pizzuti 81, 4:1 Sanfilippo 89k, 4:2 Cabral 90                            |

### Urugwaj–Brazylia
| URUGWAJ – BRAZYLIA 3:0 (0:0)                                                                                            |
| --- |
| 12 grudnia 1959, Guayaquil, Estadio Modelo (widzów 55 000)                                                              |
| Sędzia: José Luis Praddaude                                                                                             |
| URUGWAJ: Sosa – Troche, Silveira – Méndez, González, Mesías – Pérez (46 Píriz), Bergara, Douksas, Sasía, Escalada       |
| BRAZYLIA: Waldemar – Givaldo, Édson – Clóvis, Biu, Zequinha – Traçaia (Tiăo), Zé de Mello, Geraldo (Elcy), Paulo, Elías |
| Bramki: 1:0 Escalada 49, 2:0 Bergara 67, 3:0 Sasía 75                                                                   |

### Ekwador–Argentyna
| EKWADOR – ARGENTYNA 1:1 (1:0) |
| --- |
| 12 grudnia 1959, Guayaquil, Estadio Modelo (widzów 55 000)                                                                                             |
| Sędzia: José Gomes Sobrinho |
| EKWADOR: Bonnard – Argüello, Gonzabay – Izaguirre, Galarza (Reeves Patterson), Gómez – Balseca, Palacios, Spencer, Raffo (Saeteros), Cańarte (Almeida) |
| ARGENTYNA: Negri – Griguol, Murúa – Arredondo, Guidi, Mourińo – Facundo (51 Boggio), Pizzuti (81 Ruiz), Sosa, Sanfilippo (63 Rodríguez), Belén         |
| Bramki: 1:0 Raffo 20, 1:1 Sosa 62 |

### Urugwaj–Argentyna
| URUGWAJ – ARGENTYNA 5:0 (3:0) |
| --- |
| 16 grudnia 1959, Guayaquil, Estadio Modelo (widzów 50 000)                                                                                      |
| Sędzia: José Gomes Sobrinho |
| URUGWAJ: Sosa – Troche, Silveira – Méndez, González, Mesías – Pérez, Bergara, Douksas, Sasía, Escalada                                          |
| ARGENTYNA: Negri – Griguol, Murúa – Arredondo, Guidi, Betinotti (25 Rattín) – Boggio, Pizzuti, Sosa (65 Ruiz), Sanfilippo (65 Rodríguez), Belén |
| Bramki: 1:0 Silveira 9k, 2:0 Bergara 15, 3:0 Sasía 25, 4:0 Silveira 55k, 5:0 Bergara 64                                                         |
| Uwaga: w 57 minucie z boiska wyrzucony został piłkarz argentyński Pizzuti                                                                       |

### Brazylia–Ekwador
| BRAZYLIA – EKWADOR 3:1 (3:1) |
| --- |
| 19 grudnia 1959, Guayaquil, Estadio Modelo (widzów 55 000)                                                                                |
| Sędzia: Esteban Marino |
| BRAZYLIA: Waldemar – Givaldo, Édson – Clóvis, Zé María, Zequinha – Traçaia (Goiano), Zé de Mello, Paulo (Tiăo), Geraldo, Elías            |
| EKWADOR: Bonnard – Argüello, Gonzabay – Izaguirre, Galarza (Reeves Patterson), Gómez – Balseca (Aurea), Palacios, Spencer, Raffo, Cańarte |
| Bramki: 0:1 Raffo 12, 1:1 Paulo 23, 2:1 Geraldo 42, 3:1 Zé de Mello 45                                                                    |

### Argentyna–Brazylia
| ARGENTYNA – BRAZYLIA 4:1 (2:0)                                                                                               |
| --- |
| 22 grudnia 1959, Guayaquil, Estadio Modelo (widzów 42 000)                                                                   |
| Sędzia: Esteban Marino |
| ARGENTYNA: Negri – Anido, Murúa – Arredondo, Guidi, Mourińo – Facundo (65 Carbone), Ruiz, García, Sanfilippo, Belén          |
| BRAZYLIA: Waldemar – Givaldo, Édson – Clóvis, Zé María, Zequinha – Gracia, Zé de Mello, Paulo (Biu), Geraldo, Elías (Goiano) |
| Bramki: 1:0 García 2, 2:0 Sanfilippo 27, 2:1 Geraldo 64, 3:1 Sanfilippo 89, 4:1 Sanfilippo 90                                |

### Urugwaj–Paragwaj
| URUGWAJ – PARAGWAJ 1:1 (0:1) |
| --- |
| 22 grudnia 1959, Guayaquil, Estadio Modelo (widzów 45 000)                                                                        |
| Sędzia: José Luis Praddaude |
| URUGWAJ: Sosa – Troche, Silveira – Méndez (60 Davoine), González, Mesías – Pérez, Bergara (67 Benítez), Douksas, Sasía, Escalada  |
| PARAGWAJ: Aguilar (Riquelme) – Gómez, Monín – Echagüe, Villalba (Torres), Lezcano – Jara, Insfrán, Núńez, Cabral (Zárate), Parodi |
| Bramki: 0:1 Parodi 32, 1:1 Sasía 88                                                                                               |

### Ekwador–Paragwaj
| EKWADOR – PARAGWAJ 3:1 (2:1)                                                                                                 |
| --- |
| 25 grudnia 1959, Guayaquil, Estadio Modelo (widzów 55 000)                                                                   |
| Sędzia: José Gomes Sobrinho                                                                                                  |
| EKWADOR: Yu Lee – Argüello, Gonzabay – Nall, Galarza, Gómez – Balseca, Palacios (Guerra), Spencer (Saeteros), Raffo, Cańarte |
| PARAGWAJ: Aguilar – Gómez, Monín – Echagüe, Lezcano (Zaracho), Villalba – Jara, Insfrán (Esquivel), Núńez, Cabral, Parodi    |
| Bramki: 0:1 Gómez s, 1:1 Spencer, 2:1 Balseca, 3:1 Cańarte                                                                   |

## Podsumowanie

### Wyniki
Wszystkie mecze rozgrywano w Guayaquil na stadionie Modelo
| Brazylia  | 3 – 2 (2-0) | Paragwaj                                                         |
| Ekwador   | 0 – 4 (0-2) | Urugwaj (przerwany w 83 minucie z powodu zamieszek na trybunach) |
| Argentyna | 4 – 2 (1-1) | Paragwaj                                                         |
| Urugwaj   | 3 – 0 (0-0) | Brazylia                                                         |
| Ekwador   | 1 – 1 (1-0) | Argentyna                                                        |
| Urugwaj   | 5 – 0 (3-0) | Argentyna                                                        |
| Ekwador   | 1 – 3 (1-3) | Brazylia                                                         |
| Argentyna | 4 – 1 (2-0) | Brazylia                                                         |
| Urugwaj   | 1 – 1 (0-1) | Paragwaj                                                         |
| Ekwador   | 3 – 1 (2-1) | Paragwaj                                                         |

### Końcowa tabela
| M  | Drużyna   | L.m. | Zw. | Rem. | Por. | Bramki | R.br. | Pkt |
| 1. | Urugwaj   | 4    | 3   | 1    | 0    | 13:1   | 12    | 7   |
| 2. | Argentyna | 4    | 2   | 1    | 1    | 9:9    | 0     | 5   |
| 3. | Brazylia  | 4    | 2   | 0    | 2    | 7:10   | -3    | 4   |
| 4. | Ekwador   | 4    | 1   | 1    | 2    | 5:9    | -4    | 3   |
| 5. | Paragwaj  | 4    | 0   | 1    | 3    | 6:11   | -5    | 1   |

Dwudziestym siódmym triumfatorem turnieju Copa América został po raz dziesiąty zespół Urugwaju

### Strzelcy bramek
| Gole   | Piłkarze                                                                          |
| ------ | --------------------------------------------------------------------------------- |
| 6      | Sanfilippo                                                                        |
| 4      | Paulo Bergara                                                                     |
| 3      | Parodi Silveira, Sasía                                                            |
| 2      | Geraldo Raffo Escalada                                                            |
| 1      | García, Pizzuti, Sosa Zé de Mello Balseca, Cańarte, Spencer Cabral, Insfrán Pérez |
| samob. | Gómez (dla Paragwaju)                                                             |

### Sędziowie
| Mecze | Sędziowie                                              |
| ----- | ------------------------------------------------------ |
| 3     | José Luis Praddaude José Gomes Sobrinho Esteban Marino |
| 1     | Carlos Ceballos                                        |